# Elaeniini
Elaeniini – plemię ptaków z podrodziny eleni (Elaeniinae) w rodzinie tyrankowatych (Tyrannidae).

## Zasięg występowania
Plemię obejmuje gatunki występujące w Ameryce.

## Systematyka
Do plemienia należą następujące rodzaje:
- Tyrannulus Vieillot, 1816 – jedynym przedstawicielem jest Tyrannulus elatus (Latham, 1790) – tyranik żółtogłowy
- Myiopagis Salvin & Godman, 1888
- Elaenia Sundevall, 1836
- Suiriri d’Orbigny, 1840 – jedynym przedstawicielem jest Suiriri suiriri (Vieillot, 1818) – siwogłowik
- Pseudelaenia W.E. Lanyon, 1988 – jedynym przedstawicielem jest Pseudelaenia leucospodia (Taczanowski, 1877) – białoczuprynka
- Capsiempis Cabanis & F. Heine Sr., 1860 – jedynym przedstawicielem jest Capsiempis flaveola (M.H.C. Lichtenstein, 1823) – cytrynówka
- Phyllomyias Cabanis & F. Heine Sr., 1860
- Nesotriccus C.H. Townsend, 1895
- Mecocerculus P.L. Sclater, 1862 – jedynym przedstawicielem jest Mecocerculus leucophrys (d’Orbigny & Lafresnaye, 1837) – tyranek białogardły
- Culicivora Swainson, 1827 – jedynym przedstawicielem jest Culicivora caudacuta (Vieillot, 1818) – trawniczek
- Pseudocolopteryx Lillo, 1905
- Serpophaga Gould, 1839
- Anairetes Reichenbach, 1850
- Uromyias Hellmayr, 1927